# Anthophora bimaculata
Anthophora bimaculata es una especie de abeja del género Anthophora, familia Apidae. Fue descrita por Panzer en 1798.

## Descripción
Miden 8-9 mm de largo. El macho tiene bandas claras estrechas en los terguitos, cara amarilla y patas medias normalmente peludas claramente visibles en el campo. Las hembras tienen un clípeo de color amarillo, pero en la base con 2 grandes manchas negras, los terguitos 4 y 5 con pelos de color amarillo grisáceo, tergias con lazos de pelo claro claramente reconocibles en el campo. Ambos sexos tienen ojos complejos de color verde oliva y un sonido de vuelo muy alto y claramente perceptible. El hábitat es importante para la identificación.

## Rango
En el norte de África desde Marruecos hasta Libia; un informe de FRIESE (1915) de Eritrea es cuestionable. Desde Portugal a través del sur, centro y este de Europa, Ucrania y el sur de Rusia hasta el este de Siberia (Baikal central) y a través de Asia Menor y el Cáucaso hasta Irán y Kirguistán; al norte de Inglaterra central (supuestamente también detectado recientemente en Irlanda), Dinamarca, Letonia, Kírov; al sur de Sicilia (también en Córcega, no hay evidencia de Cerdeña), Albania, Bulgaria (no hay evidencia de Grecia, Israel e Irán).
En Europa central en todas las regiones en hábitats adecuados. Generalmente raro. En Alemania de todos los estados federales con la excepción de Schleswig-Holstein actualizado en todas partes. Informado desde todos los estados federales de Austria con la excepción de Salzburgo, Tirol y Vorarlberg. En Suiza actualmente de Grisones y Valais, históricamente del lago Ginebra, lago Thun y lago Biel, así como Tesino, Mesox y Domleschg.

## Hábitat
En arenales de zonas bajas: dunas interiores y campos de arenas movedizas, arenales, terraplenes arenosos y lugares ruderales, bordes de bosques y claros de bosques. Anida en superficies planas, libres de vegetación o en pequeños bordes de salida. Anida sola en arenas finas y medianas (arenas flotantes, arenas erosionadas).

## Ecología
Anida en cavidades excavadas por sí misma en la tierra. Los nidos se encuentran tanto en las primeras etapas de sucesión con poca cobertura vegetal como también en las últimas etapas con una gran cobertura. Se han encontrado nidos en los cepellones de racimos de hierba plateada. Un túnel principal tiene una profundidad de 4-5 cm en el suelo. Bajo condiciones favorables en agregaciones pequeñas a grandes.
Especie poliléctica (8 familias de plantas). Las fuentes de polen conocidas son: Asteraceae: Centaurea scabiosa, Centaurea stoebe, Cirsium vulgare, Picris hieracioides, Hypochoeris radicata; Boraginaceae: Echium vulgare, Anchuso officinalis; Campanulaceae: Trifolium arvense; Hipericaceae: Hypericum perforatum; Lamiaceae: Teucrium scorodonia; Lythraceae: Lythrum salicaria; Rosaceae: Potentilla incana. A excepción de Hypericum, todas las anteriores sirven a ambos sexos como fuentes de néctar. Dentro de las cargas de polen se pueden encontrar 3 o 4 tipos diferentes de polen. Las observaciones de campo también mostraron que las visitas a las flores en un vuelo de recolección de polen se encadenan al azar, según la oferta.
Parásitos: Ammobates punctatus y Coelioxys rufescens se conocen como abejas cuco; en Inglaterra también se observó Coelioxys elongata en los nidos.
Fenología: univoltino. Período de vuelo desde principios de julio hasta finales de agosto. Invernada como larva en reposo.